# Glasgow
Glasgow (engelskt uttal: [ˈɡlaːzɡoʊ], skotsk gaeliska: Glaschu, lågskotska: Glesca/Glesga) är Skottlands största stad och Storbritanniens tredje största, efter London och Birmingham. Staden är belägen i kommunen Glasgow City vid floden Clyde, och har cirka 600 000 invånare, med cirka 1,8 miljoner invånare i hela storstadsområdet, omkring 40 procent av Skottlands totala befolkning. Invånare i staden kallas på engelska Glaswegians.

## Historia
Glasgow är en mycket gammal keltisk stad och omtalas första gången redan på 600-talet. Den var då ett viktigt religiöst centrum, då relikerna efter Sankt Mungo förvarades här. Glasgow var under medeltiden biskopssäte men var ingen förvaltningsstad. Handeln var till en början obetydlig och stadsbebyggelsen var främst centrerad kring katedralen. 1175 erhöll dock Glasgow stadsprivilegier, och en mer betydande bebyggelse började ta fart. 1451 grundades ett universitet och 1492 upphöjdes Glasgow till ärkebiskopssäte. 
Från en ganska blygsam bebyggelse, staden hade på 1400-talet omkring 1 500 invånare, ökade invånarantalet så sakteliga, men det var först på 1700-talet som Glasgow fick sin verkliga uppblomstring. Från och med början av 1700-talet blev Glasgow en av Europas viktigaste knutpunkter för handeln med Nordamerika, bland annat tobakshandeln. Staden växte till sig under industrialiseringen. Genom muddringsarbeten i floden Clyde, påbörjade 1772, kunde större fartyg nå in till Glasgows hamn. Staden var känd för sina rederier. Senare kom bomullsindustrin att ta överhanden och blev den industri som dominerade Glasgow under första hälften av 1800-talet. 
Under andra hälften av 1800-talet blev sedan varvsindustri och annan mekanisk industri dominerande, men under mellankrigstiden minskade den tunga industrins betydelse. Glasgow drabbades svårt av tyska bombningar under andra världskriget.
När varven lades ned på 1970-talet hade staden en nedgångsperiod där runt 100 000 arbetstillfällen försvann. Staden återhämtade sig dock under 80-talet när finanssektorn, turismindustrin och servicenäringen expanderade.
Idag är staden en av Storbritanniens viktigaste finansiella centrum med kontor från banker som Barclays, BNP Paribas och JP Morgan.

## Administrativa gränser och definitioner
Det finns några olika definitioner av Glasgow, vilket kan förvilla. Glasgow City är en administrativ enhet, med ungefär samma funktion som en kommun. Den hade 596 550 invånare år 2013, på en yta av 175 km². Glasgow City har samma gränser som Glasgows ståthållarskap och Glasgows politiskt tillsatta borgmästare, Lord Provost, är även ceremoniell ståthållare för staden som drottningens lokala representant.
Orten Glasgow, Glasgow locality, omfattar den större delen av kommunen Glasgow City samt även delar av kommunerna East Dunbartonshire, Renfrewshire och South Lanarkshire. Folkmängden uppgick till 591 620 invånare 2012 på en yta av 144,98 km².
Glasgows tätortsområde, Greater Glasgow settlement, omfattar orten Glasgow samt flera omgivande orter som bebyggelsemässigt hänger ihop med denna. Området hade 976 970 invånare år 2012, på en yta av 267,46 km². Tidigare räknades orter som Airdrie och Coatbridge (som nu utgör Coatbridge and Airdrie settlement) samt Motherwell (nu Motherwell and Bellshill settlement) in i Glasgows tätort, men dessa är numera separata områden. 
Glasgows storstadsområde, Glasgow and the Clyde Valley, består av de åtta kommunerna Glasgow City, East Dunbartonshire, East Renfrewshire, Inverclyde, North Lanarkshire, Renfrewshire, South Lanarkshire och West Dunbartonshire. Området hade 1 790 510 invånare år 2013, på en yta av 3 346 km².

## Ekonomi

### Näringsliv
Staden är det femte mest populära turistmålet i Storbritannien. Den är också ett av Europas sexton största finansiella centrum och hyser många av Skottlands största företags huvudkontor och utgör därför en viktig del av den brittiska ekonomin. 

### Kommunikationer

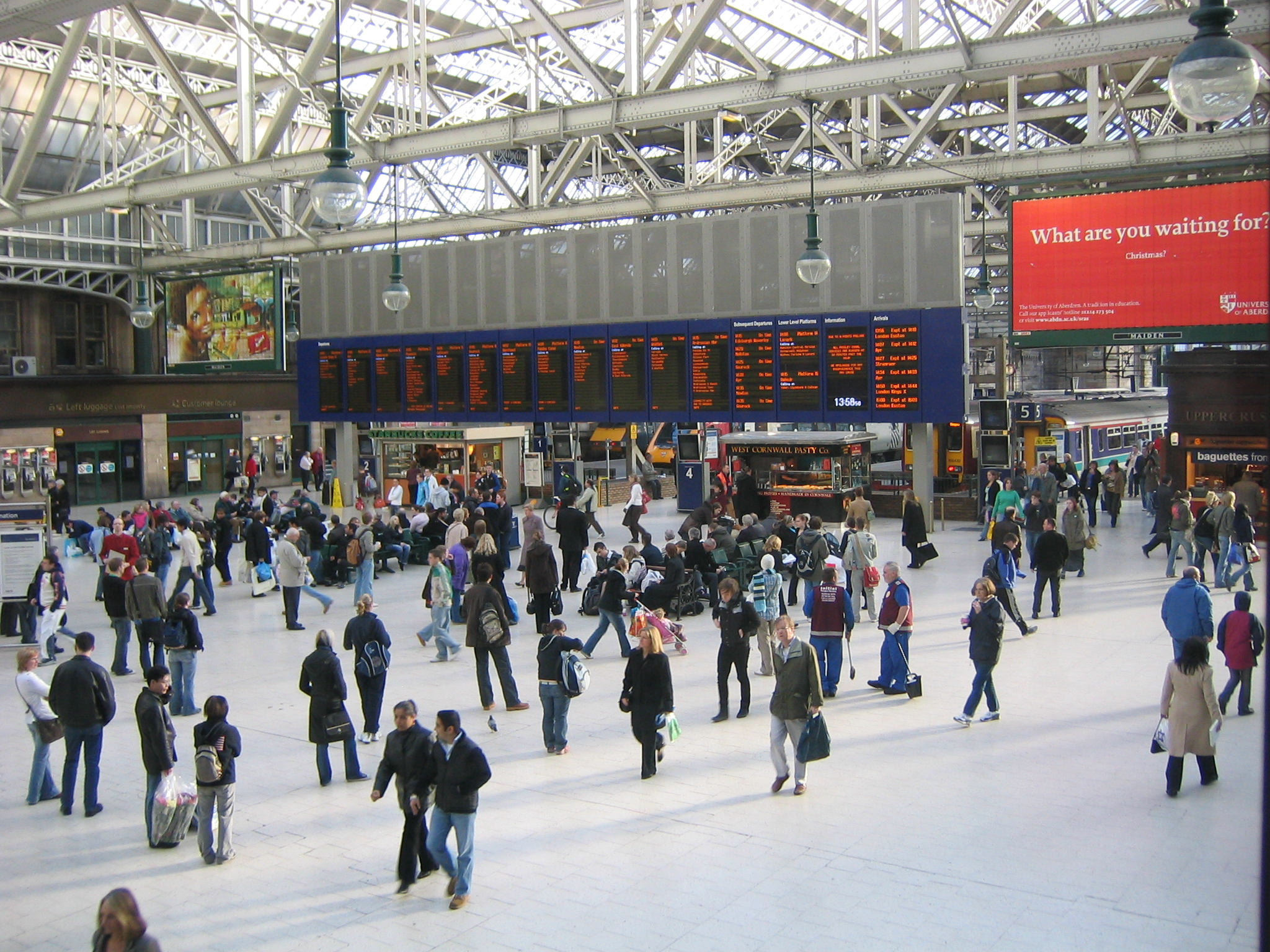
Glasgow Central station

Från Glasgow går motorvägen M74 som binder ihop staden med England.
Glasgow har två järnvägsstationer i centrum. Glasgow Central station, som är ändstation för West Coast Main Line söderut mot England och London Euston station, betjänar huvudsakligen södergående fjärrtåg och regionaltåg. Glasgow Queen Street station är den huvudsakliga stationen för snabbtåg mot Edinburgh Waverley samt fjärr- och regionaltåg mot östra och norra Skottland.

Glasgows tunnelbana.

Stadens lokaltrafik består av bussar och en tunnelbana som går i ringlinje.
Stadens huvudflygplats är Glasgow International Airport belägen 13 kilometer väster om centrum. I närheten av Prestwick, 46 kilometer söder om Glasgow ligger Glasgow Prestwick Airport, som huvudsakligen trafikeras av lågprisflyg och kan nås med regionaltåg. Det finns även flygbussar till Edinburgh Airport.

## Utbildning

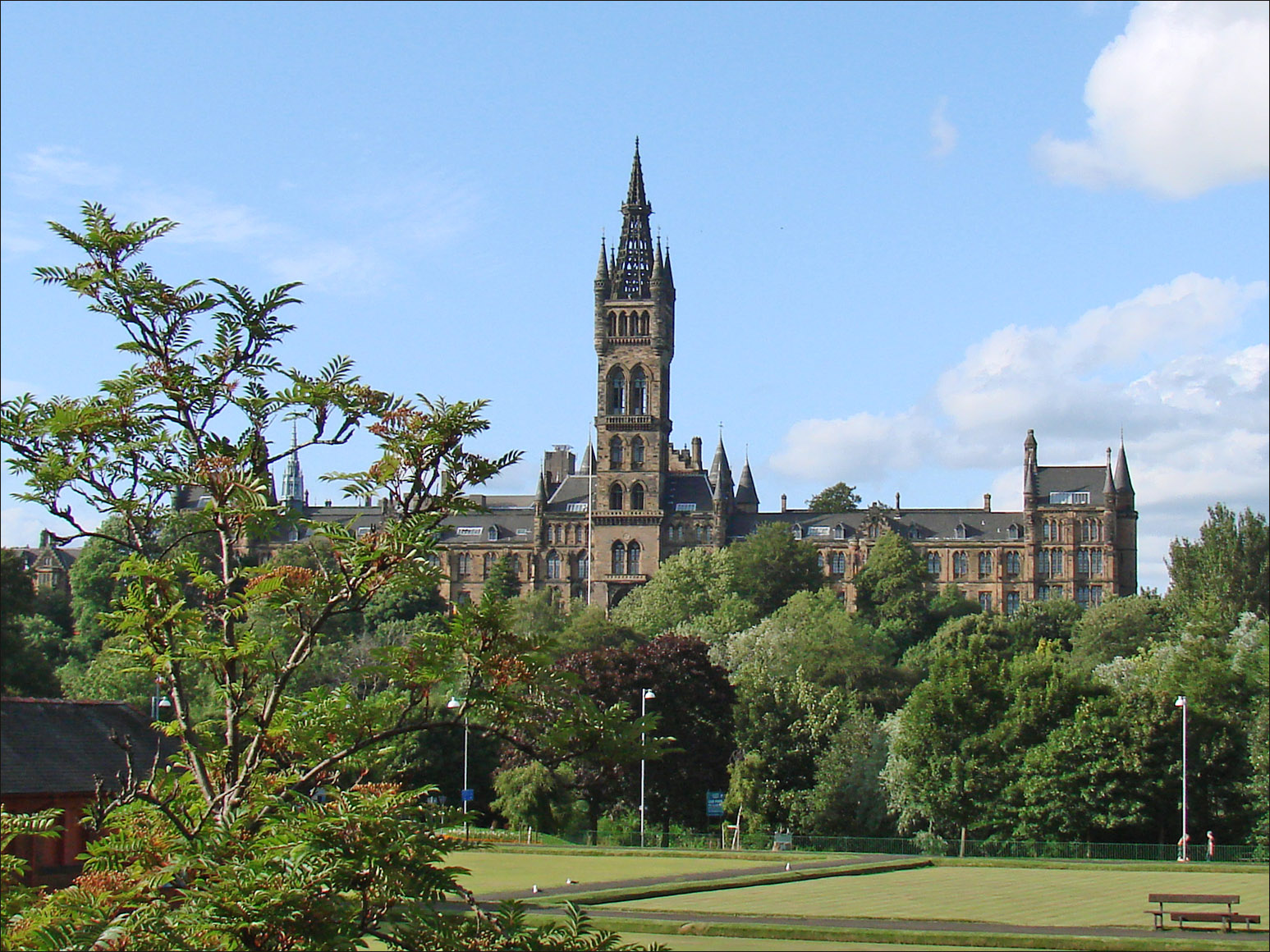
University of Glasgows huvudbyggnad.

Glasgow är en stor universitetsstad med 4 universitet. Stadens äldsta universitet är University of Glasgow, grundat 1451. Det är därmed det fjärde äldsta engelskspråkiga universitetet i världen och det näst äldsta i Skottland. Dess huvudcampus ligger i stadsdelen Hillhead i West End. Vid universitetet har bland andra John Knox, Lord Kelvin, Adam Smith och James Watt verkat.
Andra universitet i staden är University of Strathclyde, grundat 1796 som Anderson's Institution och universitet sedan 1964, Glasgow Caledonian University samt University of the West of Scotland.
Konsthögskolan Glasgow School of Art har två campus. Huvudbyggnaden ligger i centrala Glasgow och är ritad av jugendarkitekten Charles Rennie Mackintosh.

## Kultur och sevärdheter

### Arkitektur och byggnadsminnen

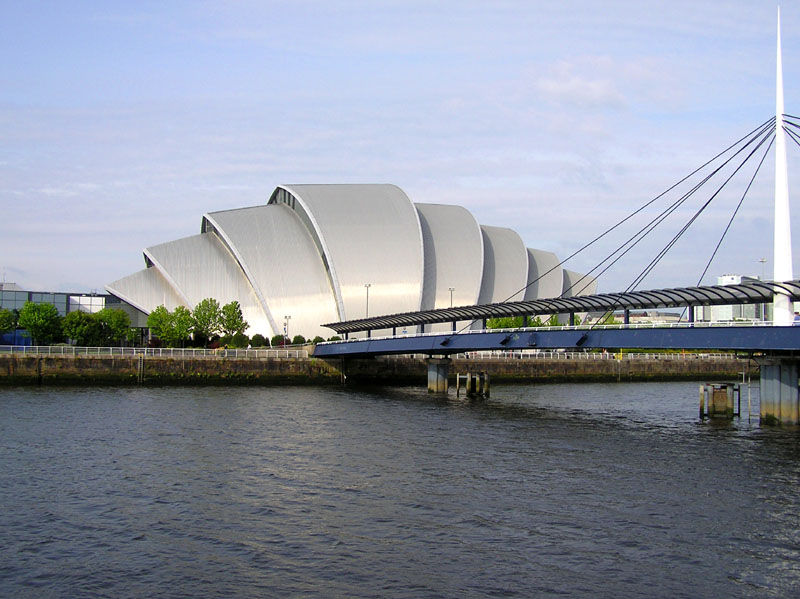
Konserthallen Clyde Auditorium

Mycket lite av det medeltida Glasgow finns kvar, men katedralen (S:t Mungo's Cathedral) är ett framträdande landmärke, beläget på ett visst avstånd från dagens centrum. Stora delar av stadskärnan är uppförd under 1800-talet och det finns därför en stor mängd arkitektur från den viktorianska epoken. De främsta exemplen från denna tid är Glasgow City Chambers och University of Glasgows huvudbyggnad med det karakteristiska tornet, ritad av George Gilbert Scott.
Glasgow är ur arkitektonisk synpunkt förmodligen mest känd för jugendarkitekten Charles Rennie Mackintoshs (1868-1928) verk, exempelvis Glasgow School of Art, Willow Tearooms och Scotland Street School. En annan arkitekt som har ritat många anmärkningsvärda byggnader i Glasgow var Alexander Thompson (1817–1875). Hans mycket personliga stil baserades på en sträng klassicism inspirerad direkt från antikens Grekland. 
Många av stadens byggnader uppfördes med ljus eller röd sandsten i fasaderna. Under industriepoken kom de att täckas av ett svart lager sot och andra föroreningar, något som under en period gav staden en karakteristisk atmosfär. Under senare år har de flesta husen genomgått fasadrenoveringar och återfått sina ursprungliga kulörer. Framstående moderna byggnader i Glasgow är exempelvis Glasgow Royal Concert Hall, Glasgow Science Centre och  Scottish Exhibition and Conference Centre, med Clyde Auditorium  ritat av Norman Foster.

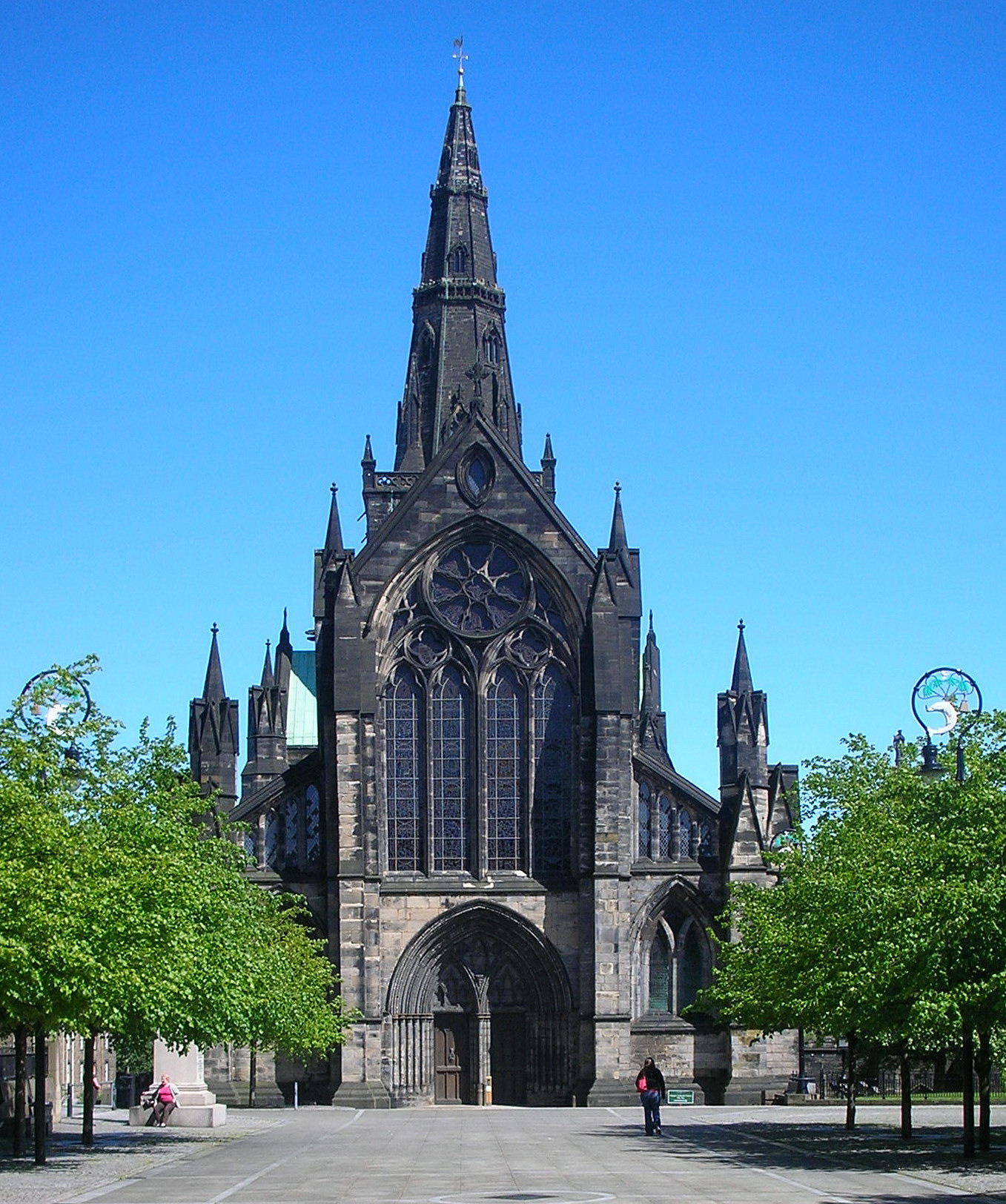
S:t. Mungo's Cathedral
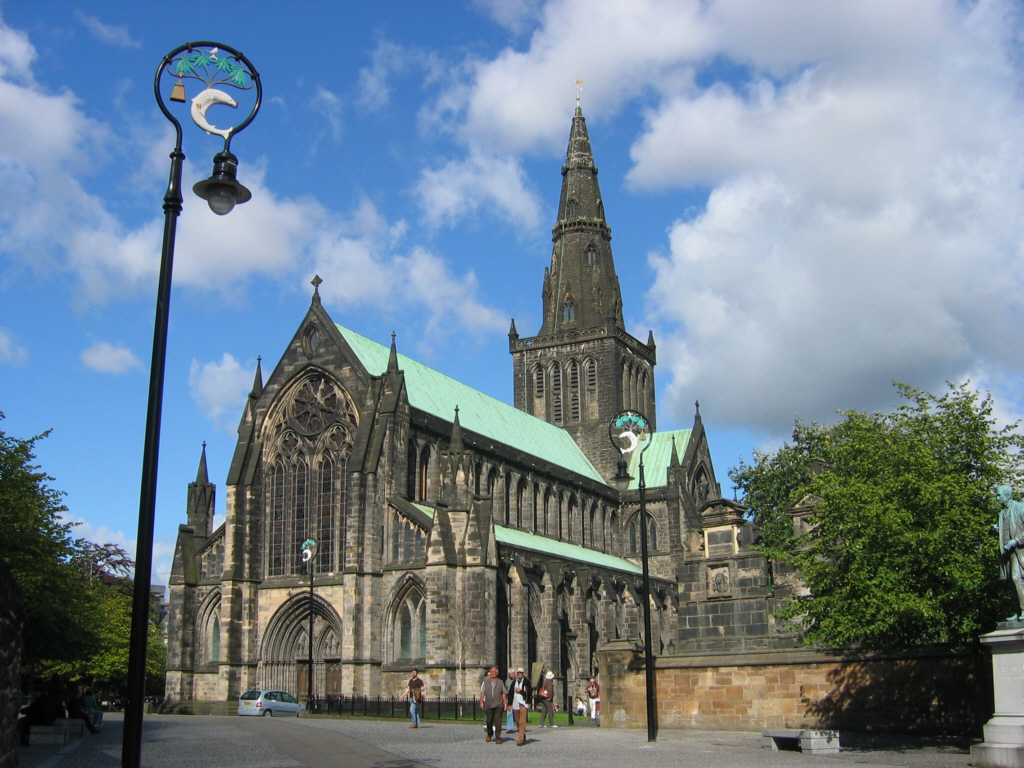
S:t. Mungo's Cathedral
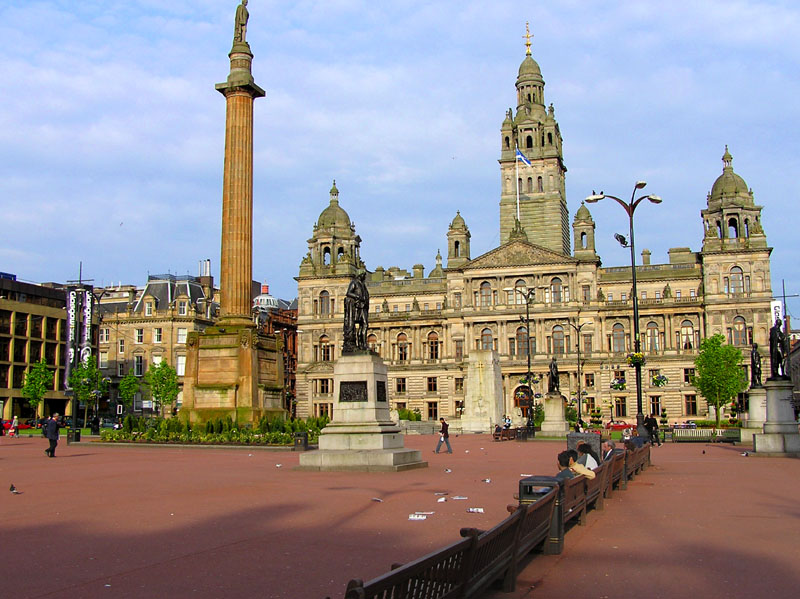
George Square och City Chambers
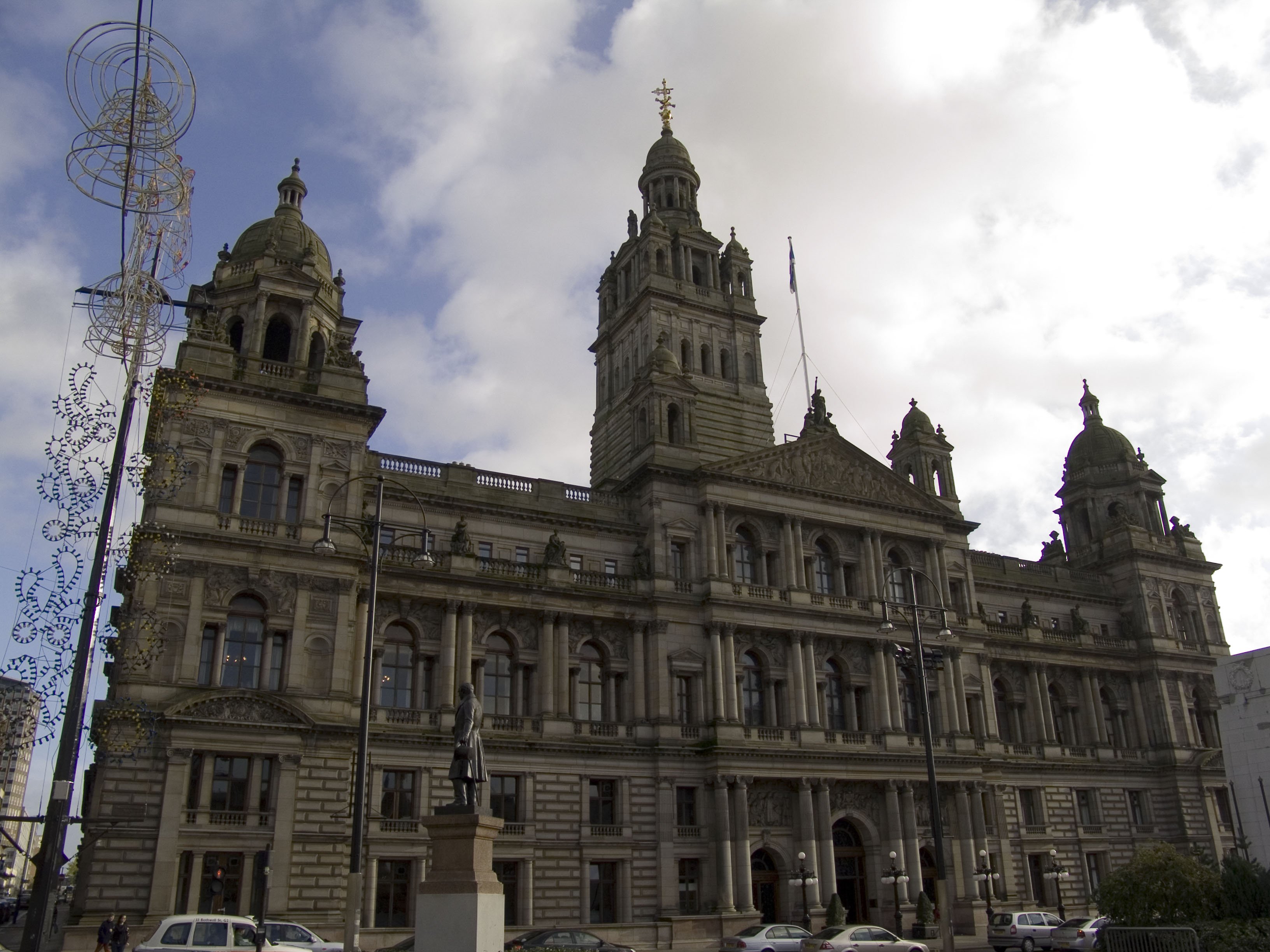
Glasgow City Chambers
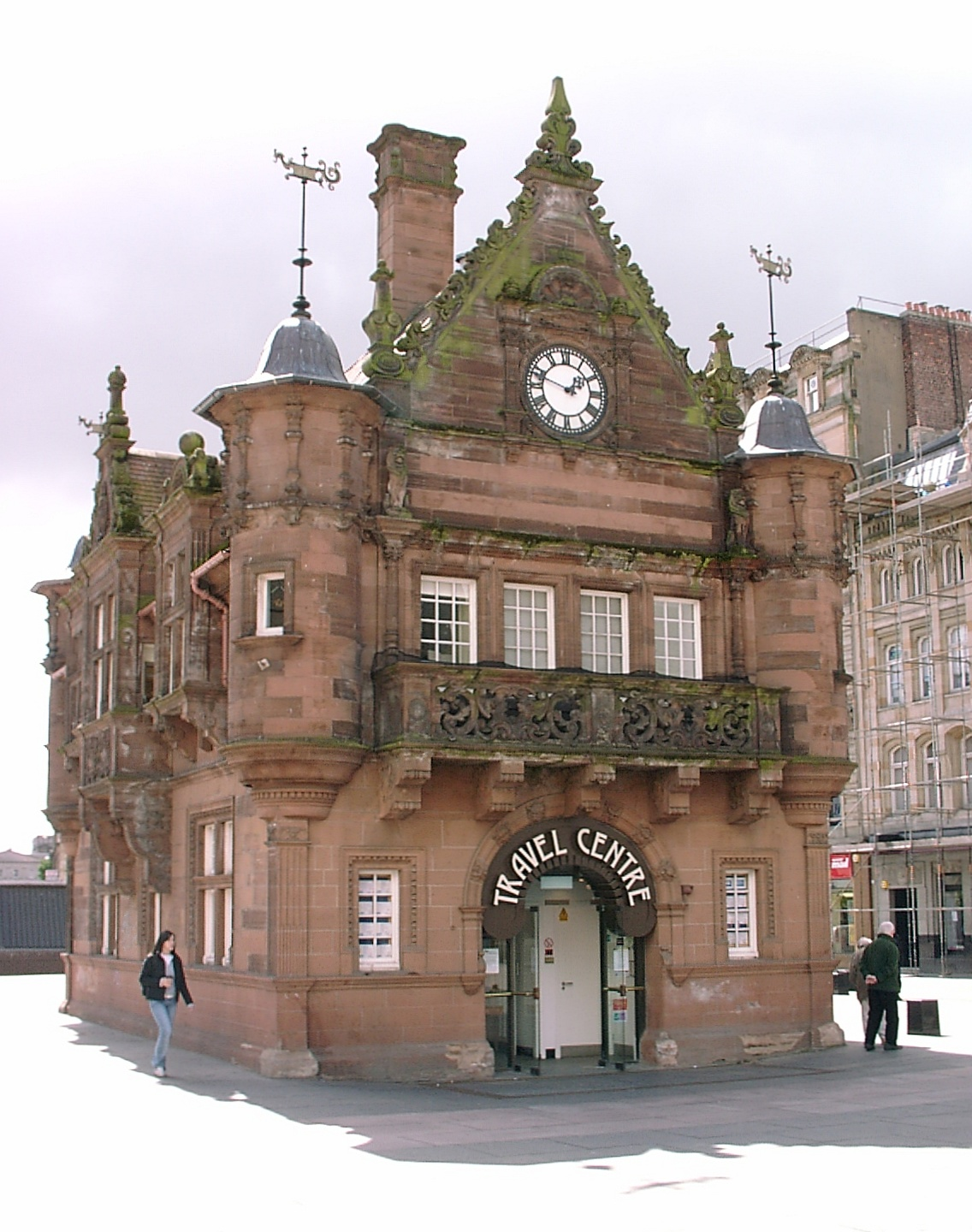
S:t Enoch Travel centre (del av f d järnvägsstation)
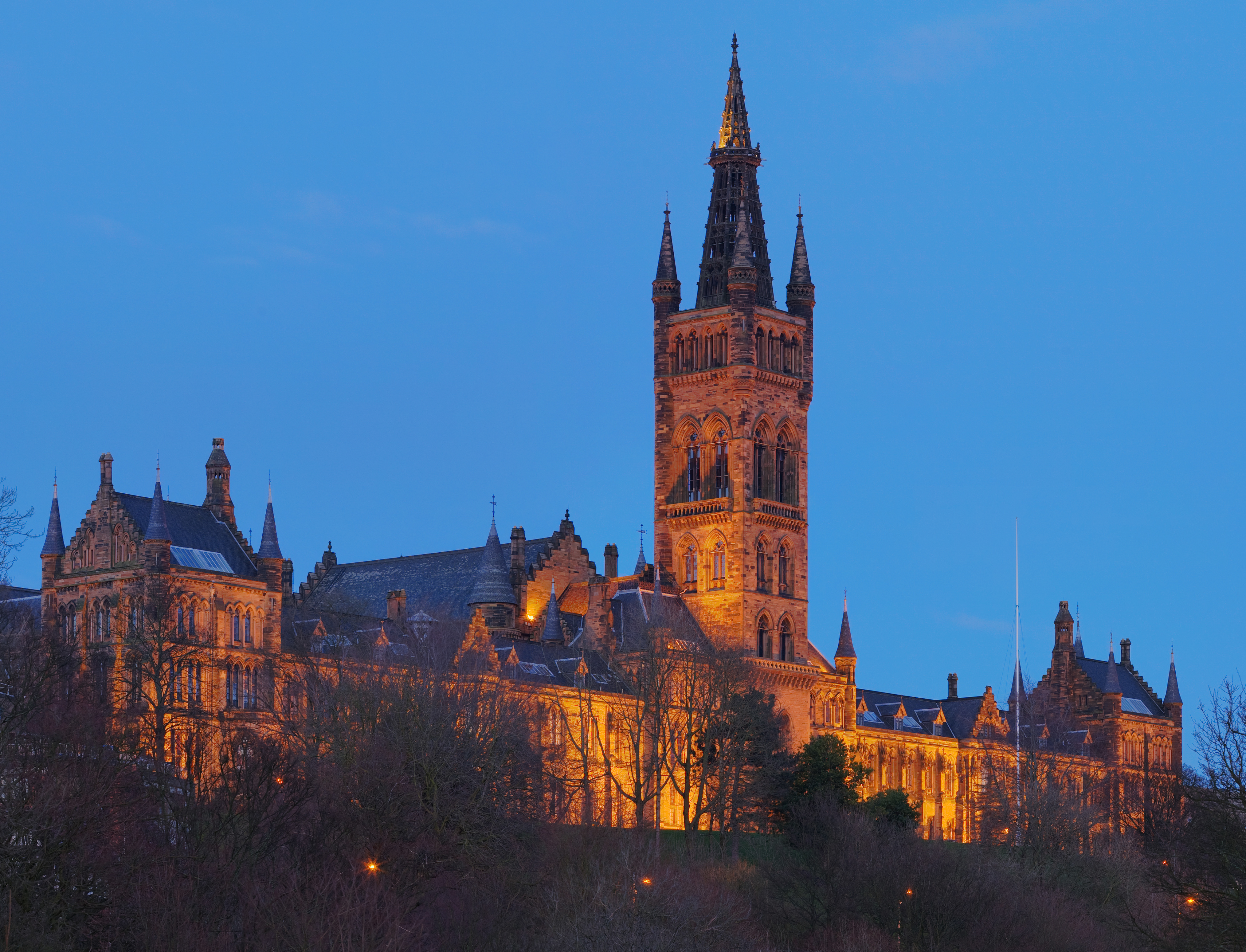
Glasgow University
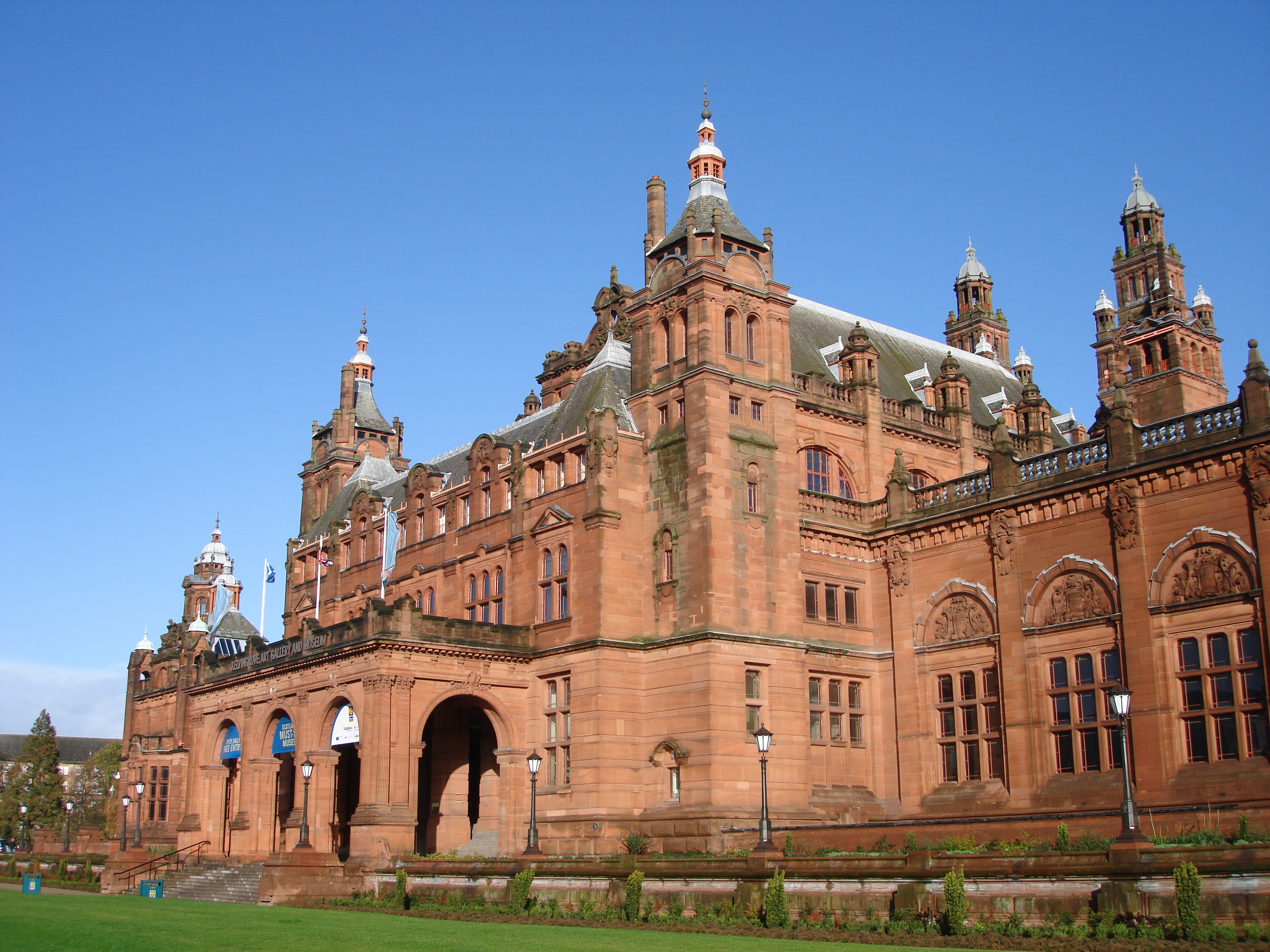
Kelvingrove Art Gallery and Museum
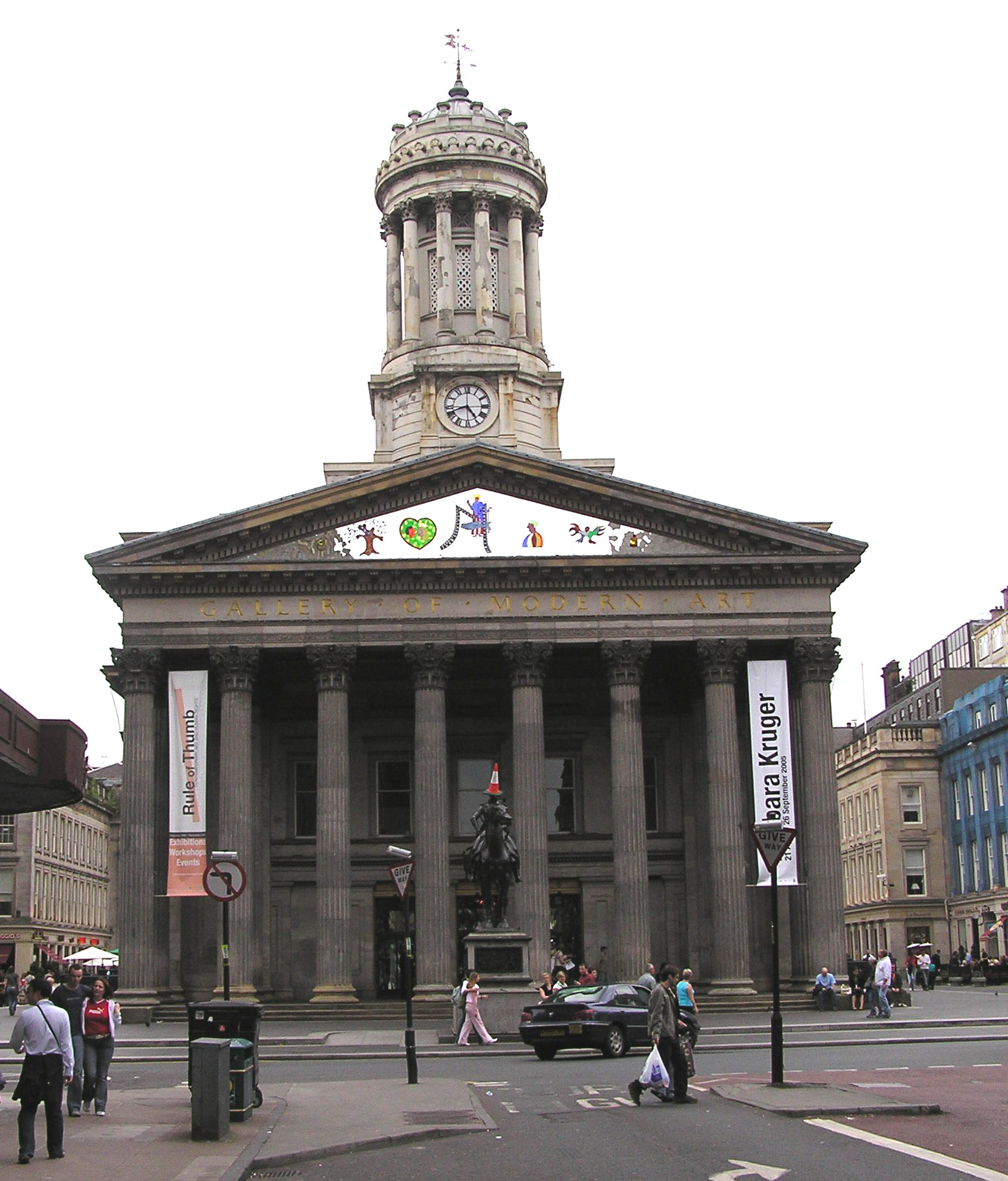
Gallery of Modern Art
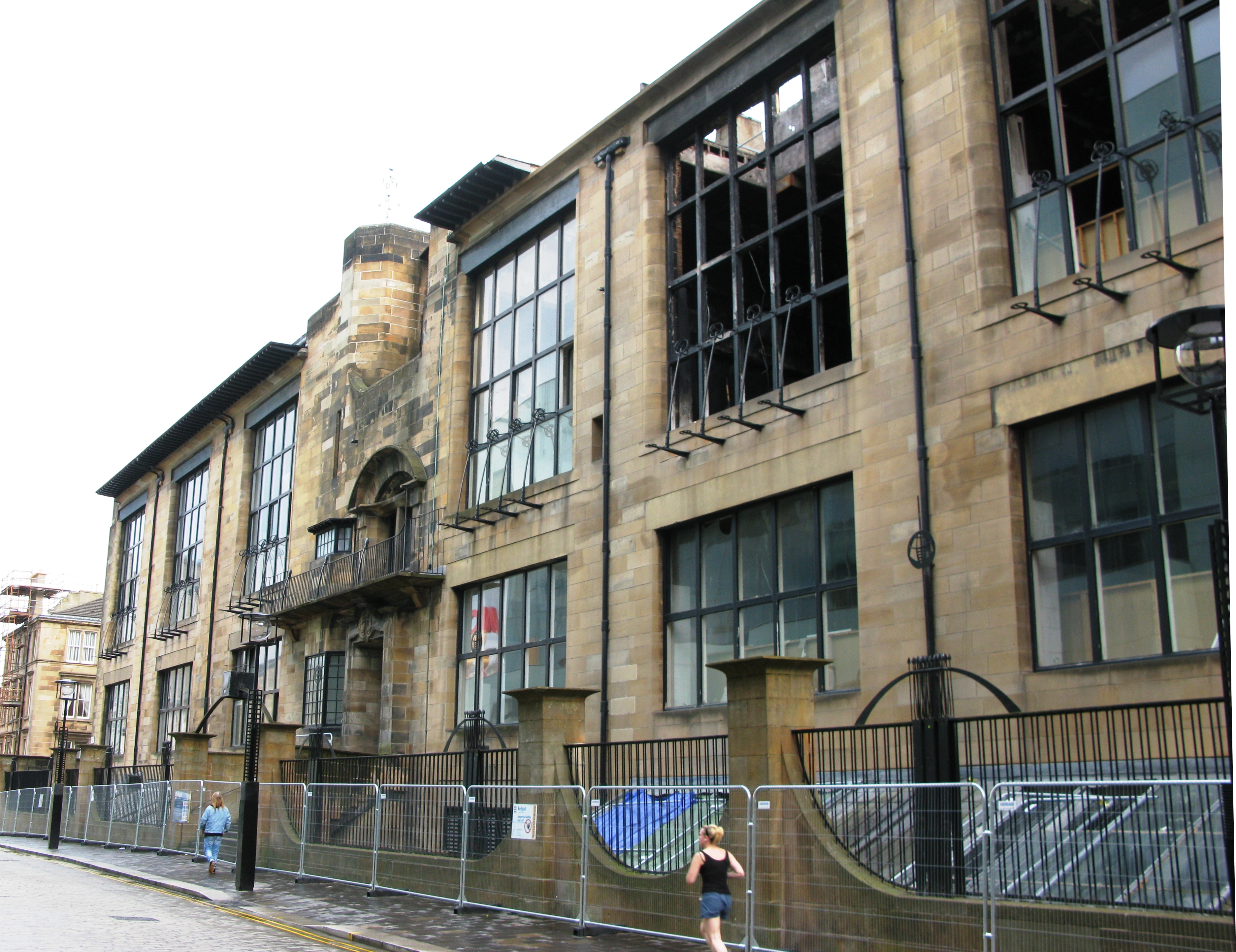
Glasgow School of Art.
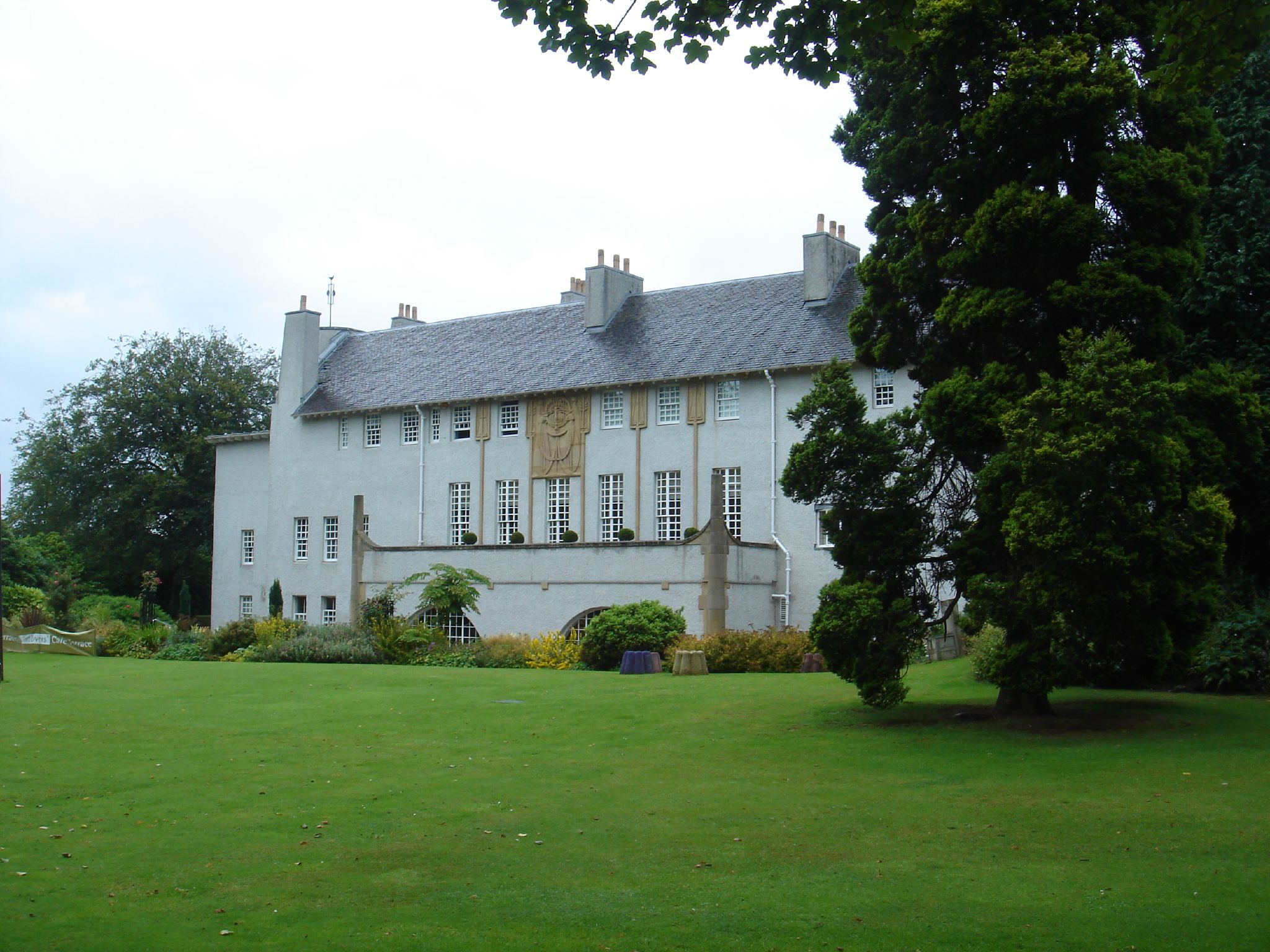
House for an Art Lover av Mackintosh (byggt ca år 2000).
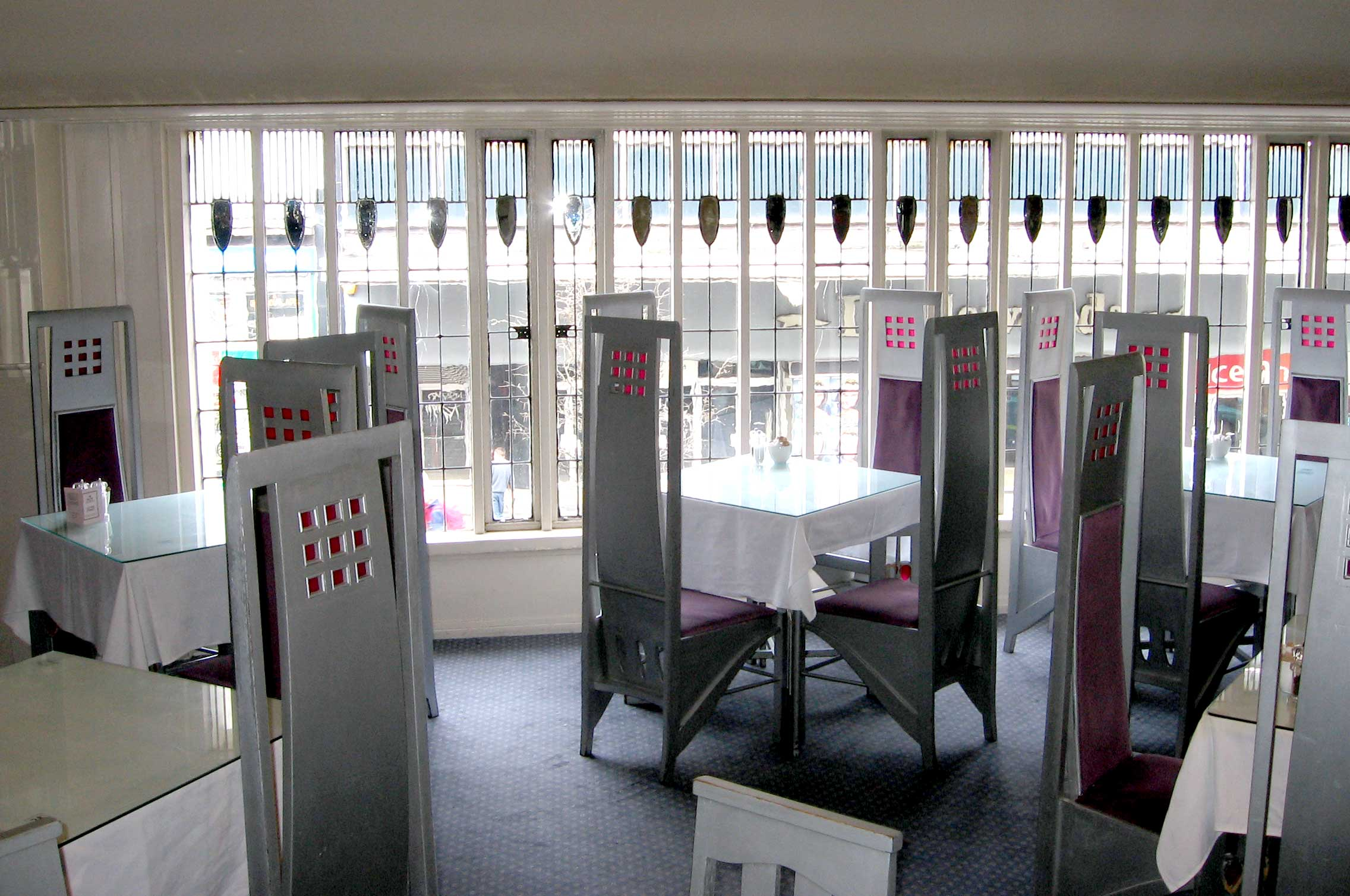
The Willow Tearooms.
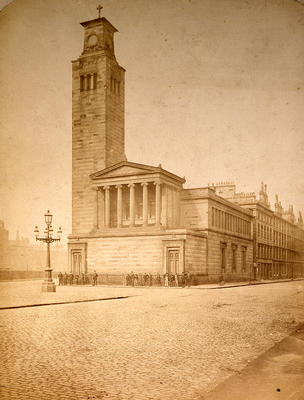
Caledonia Rd Church av Alexander Greek Thompson.
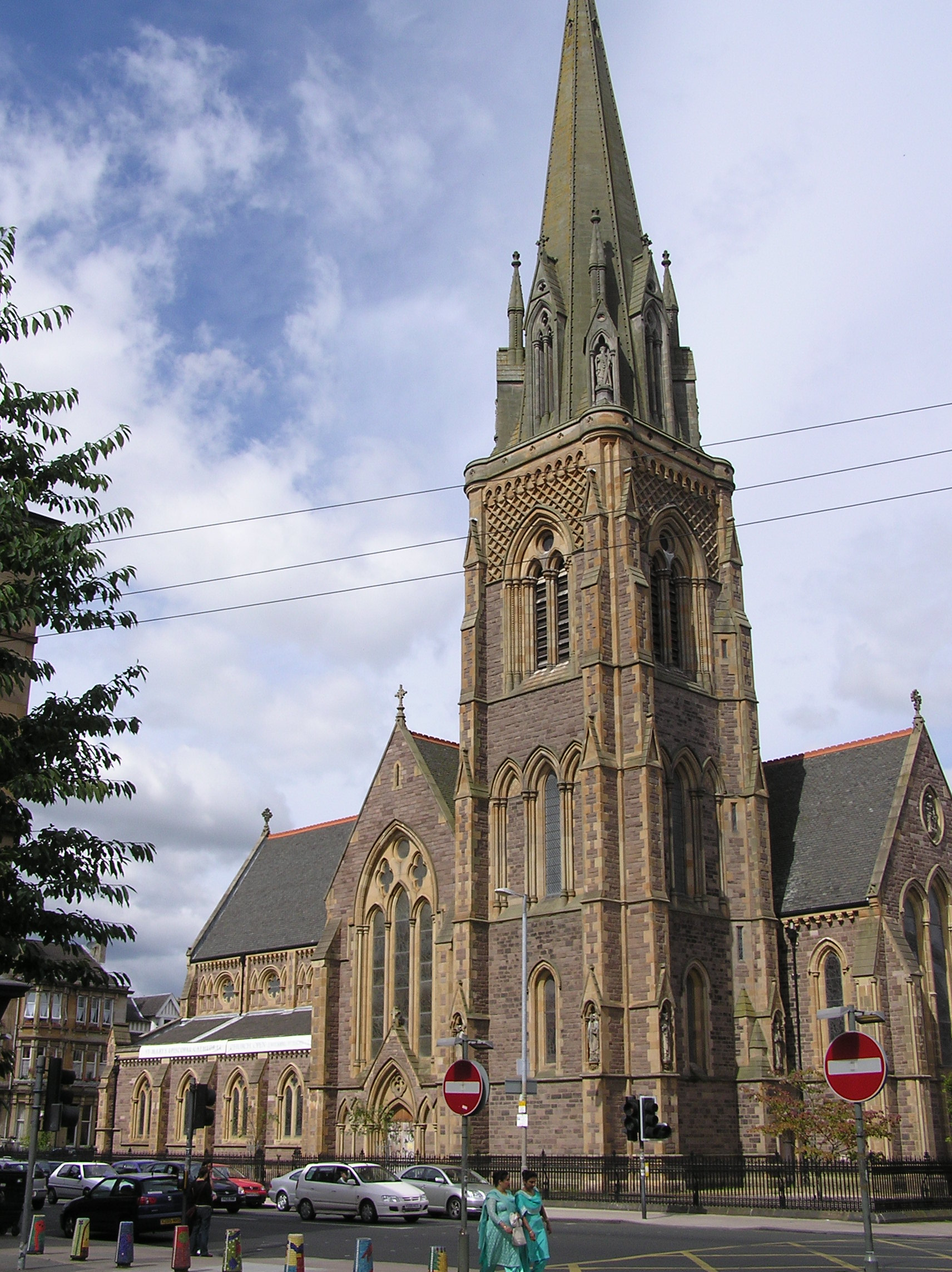
S:t Mary's cathedral
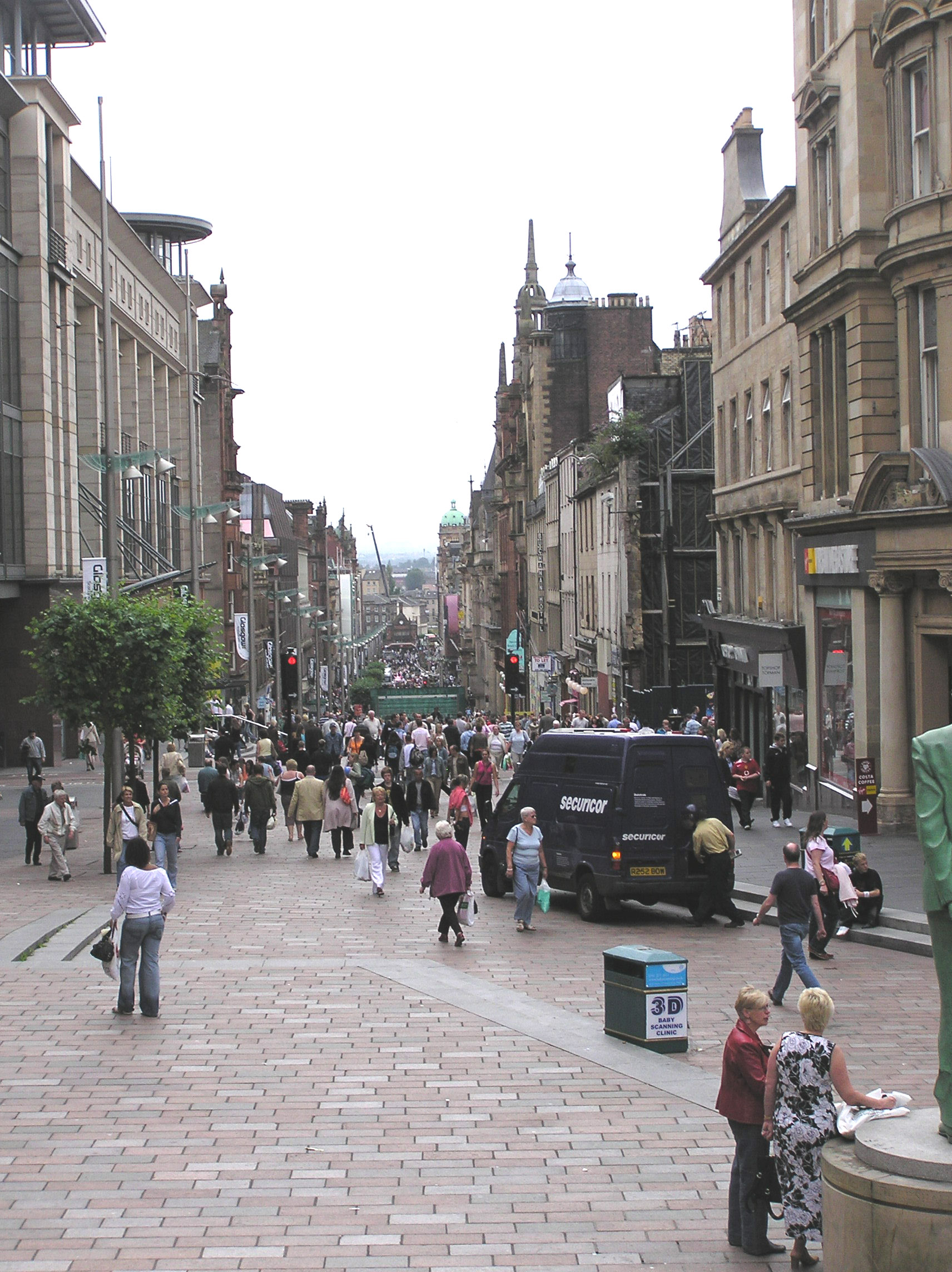
Buchanan street
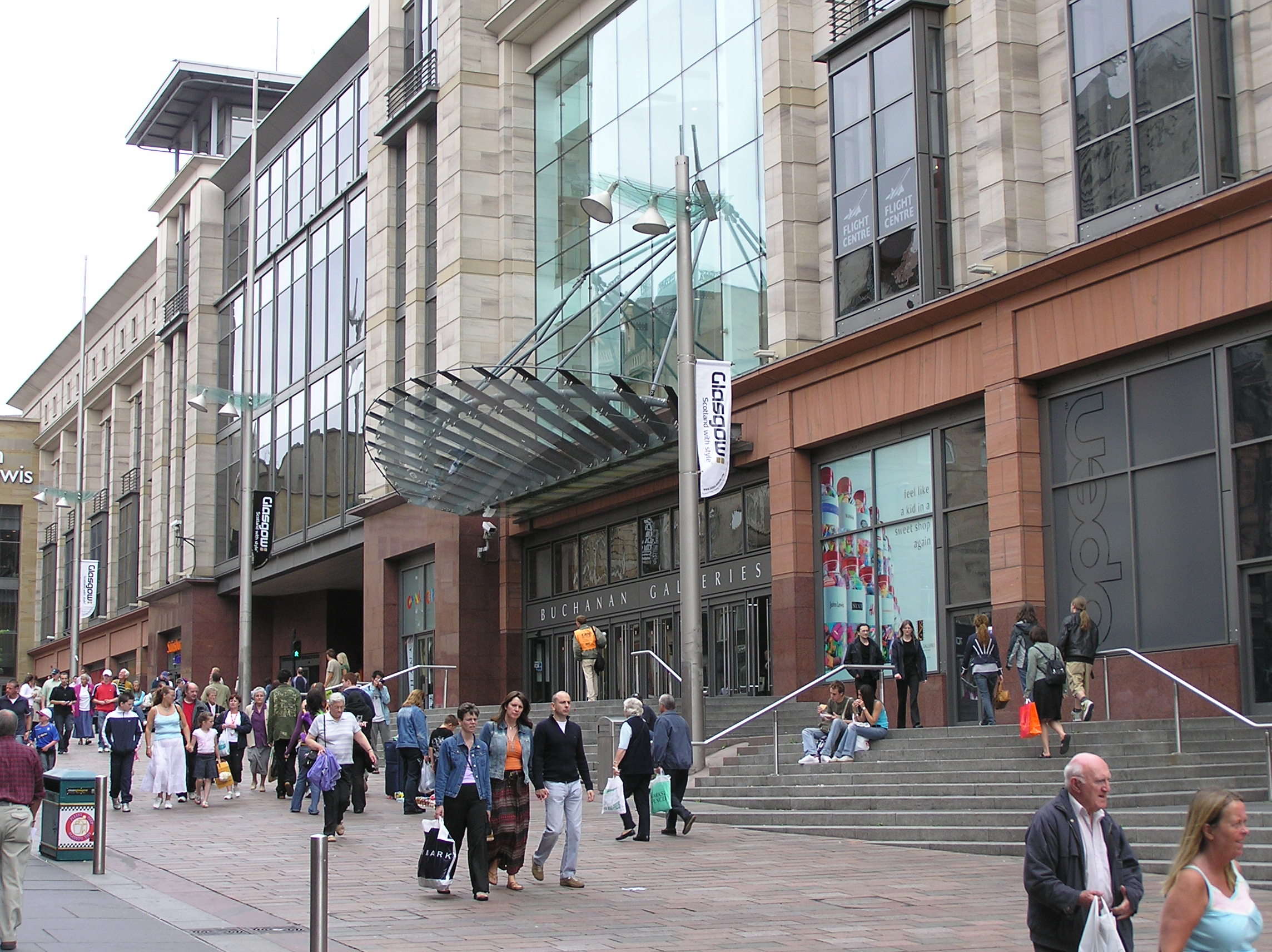
Buchanan street galleries
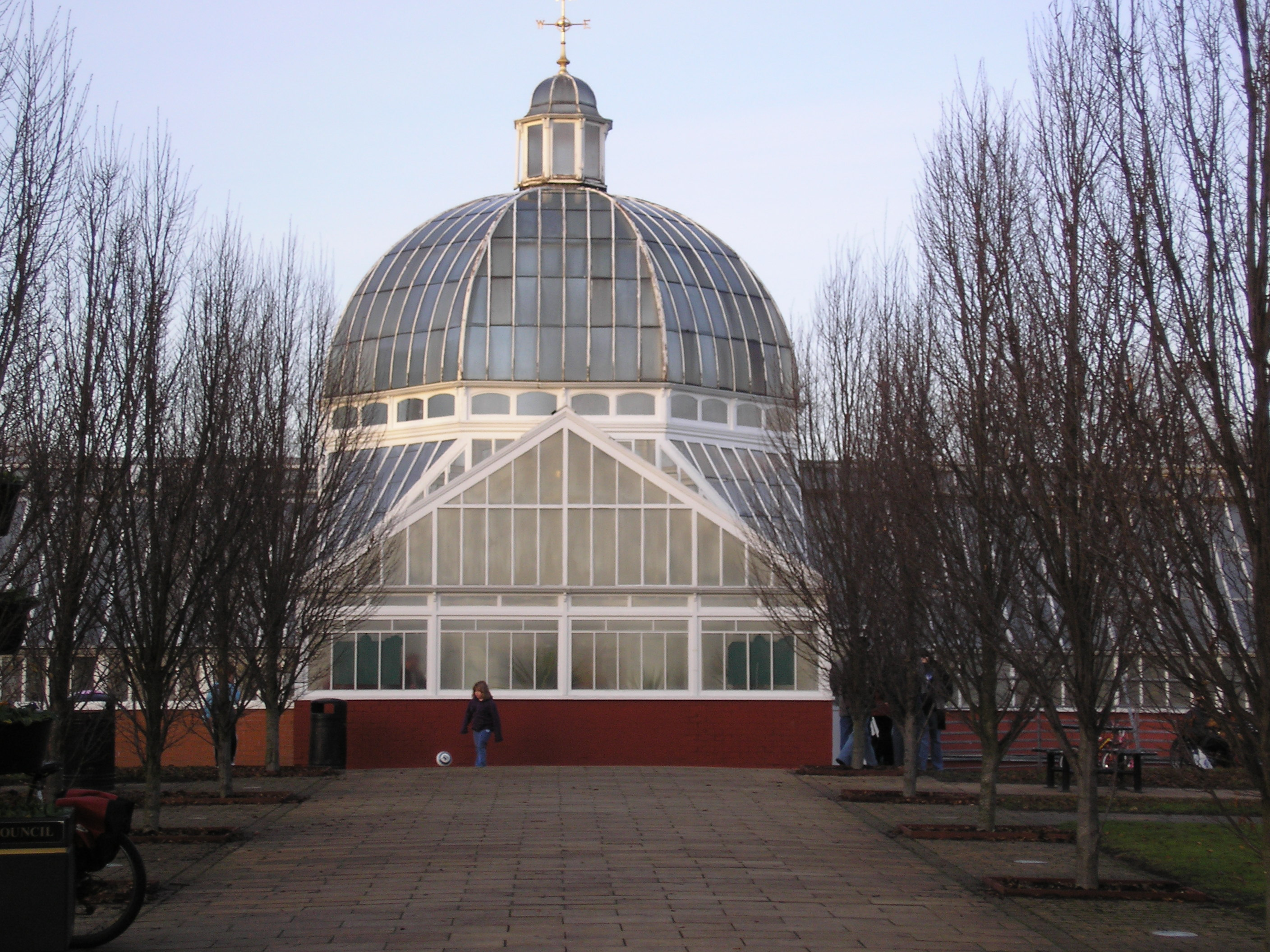
the Glasshouse i Queens Park.
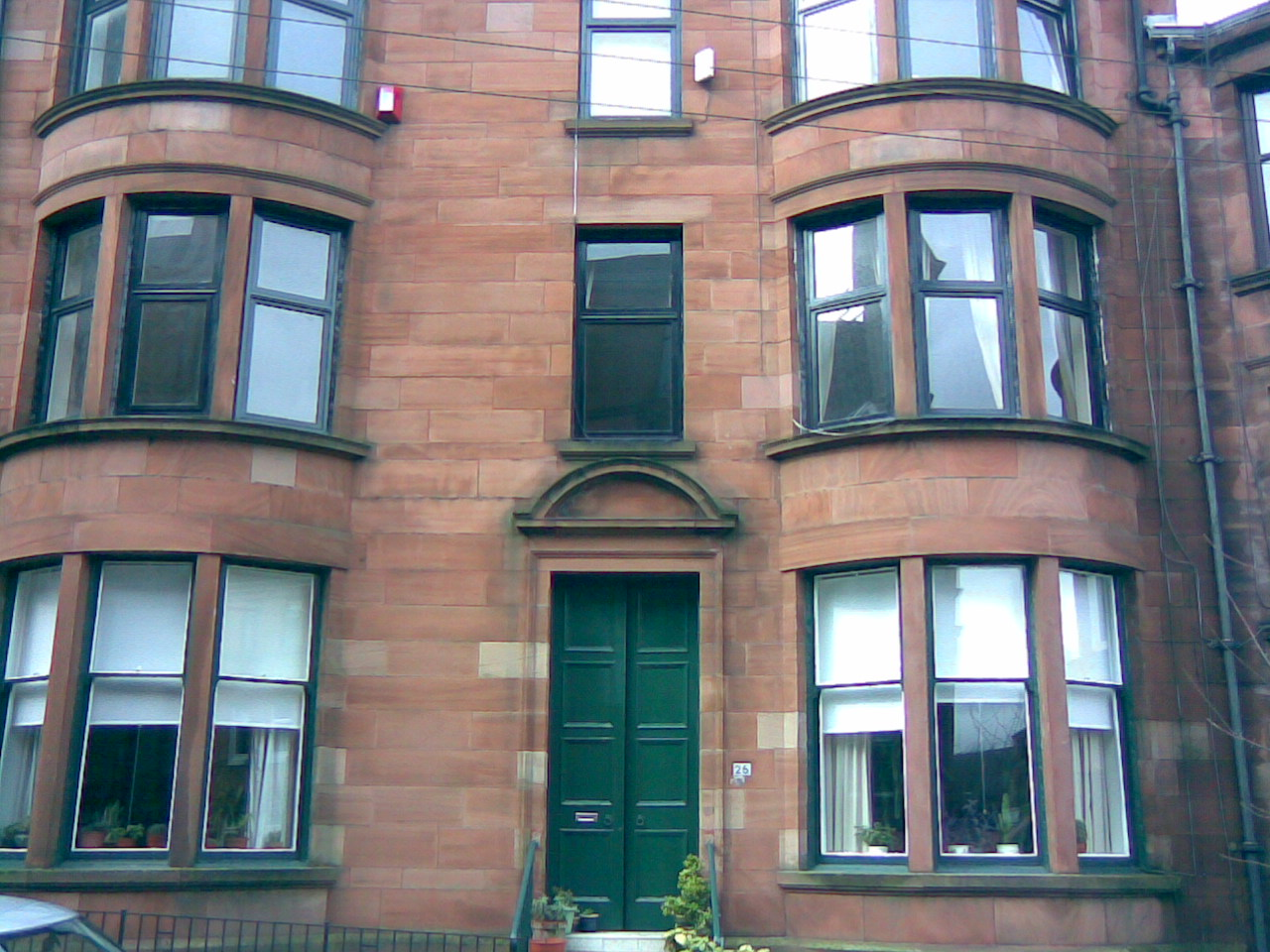
Typiska sandstensfasader i flerbostadshus, så kallade tenements.
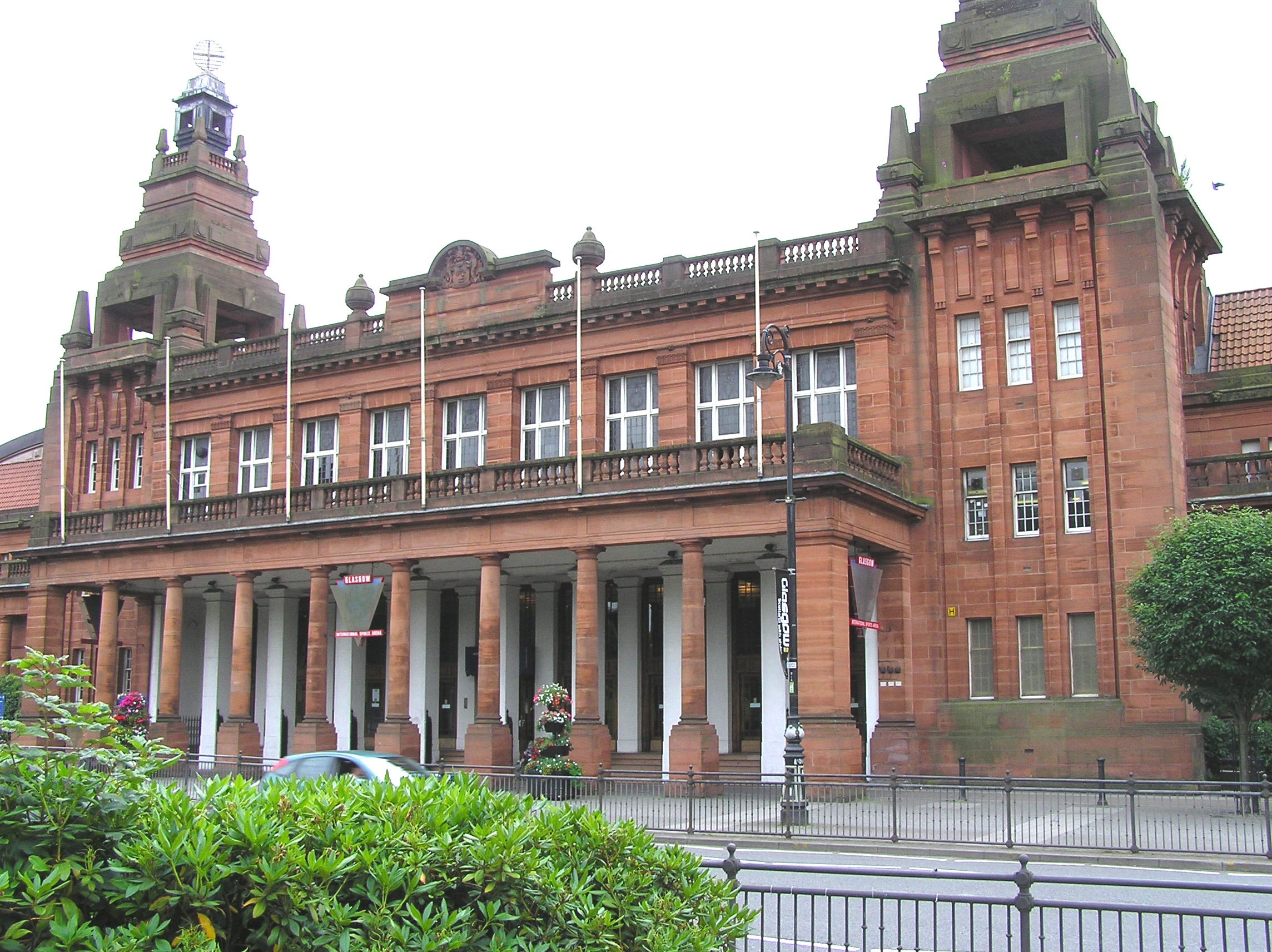
Kelvin Hall
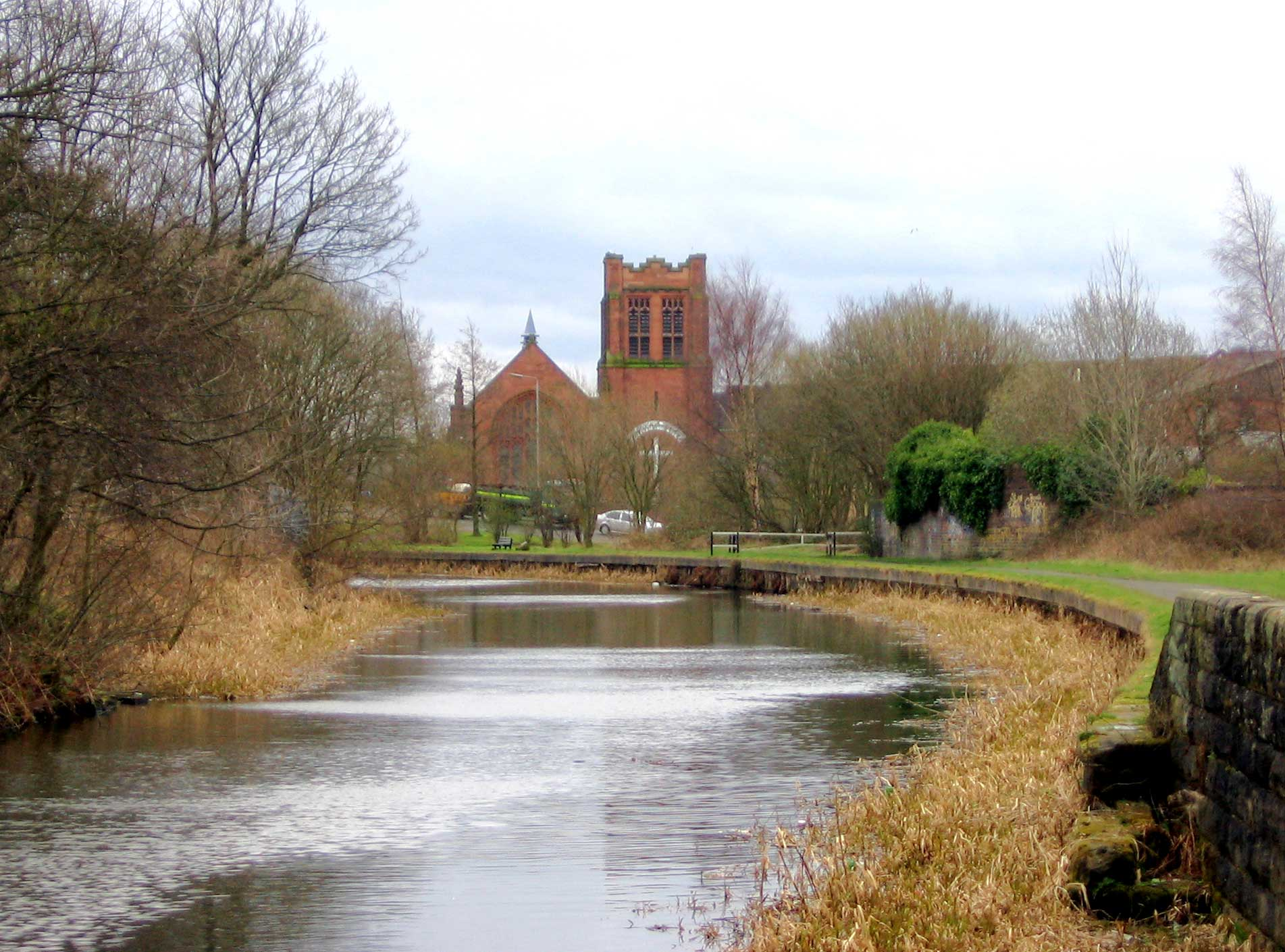
The Forth and Clyde Canal
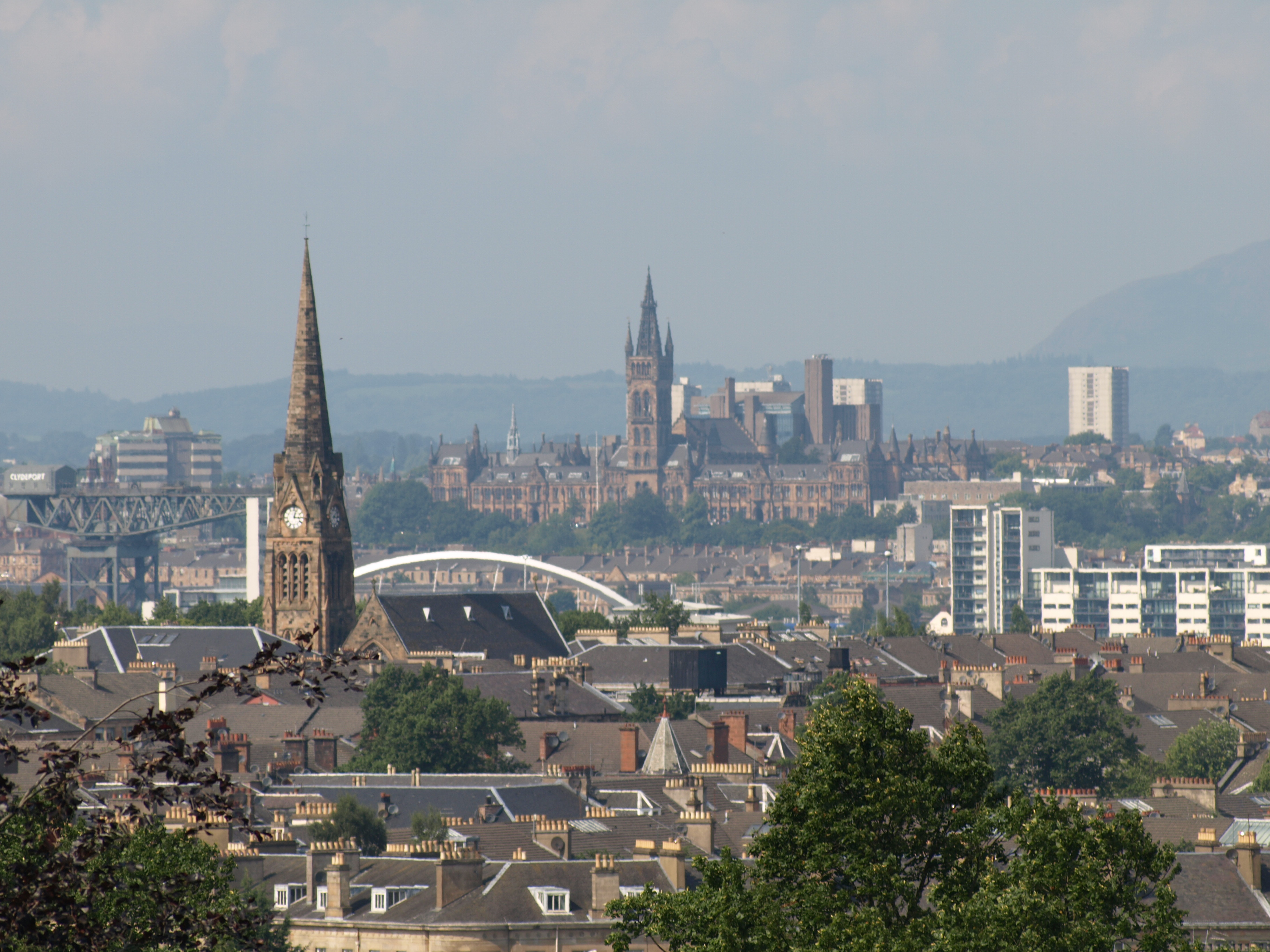
Glasgow från Queens Park.
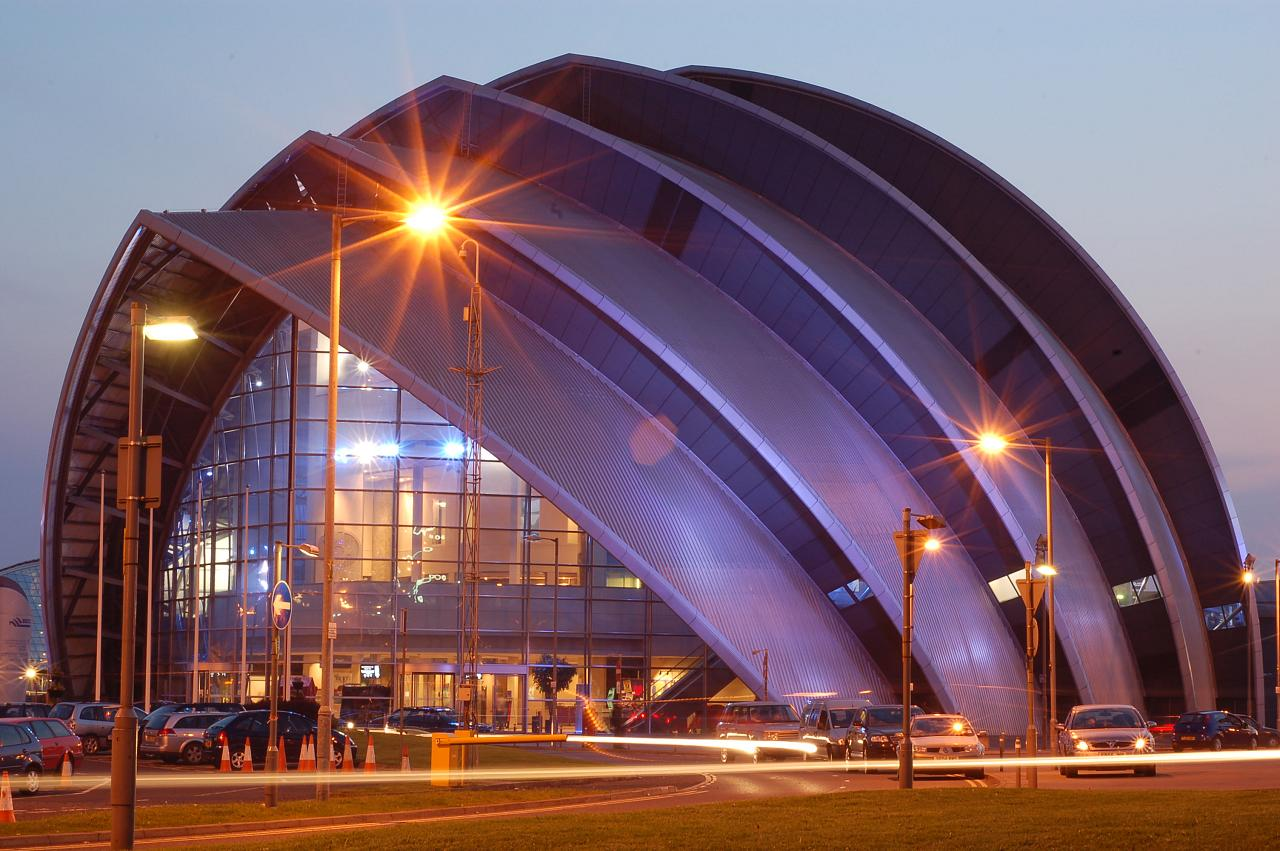
Norman Foster's Clyde Auditorium.
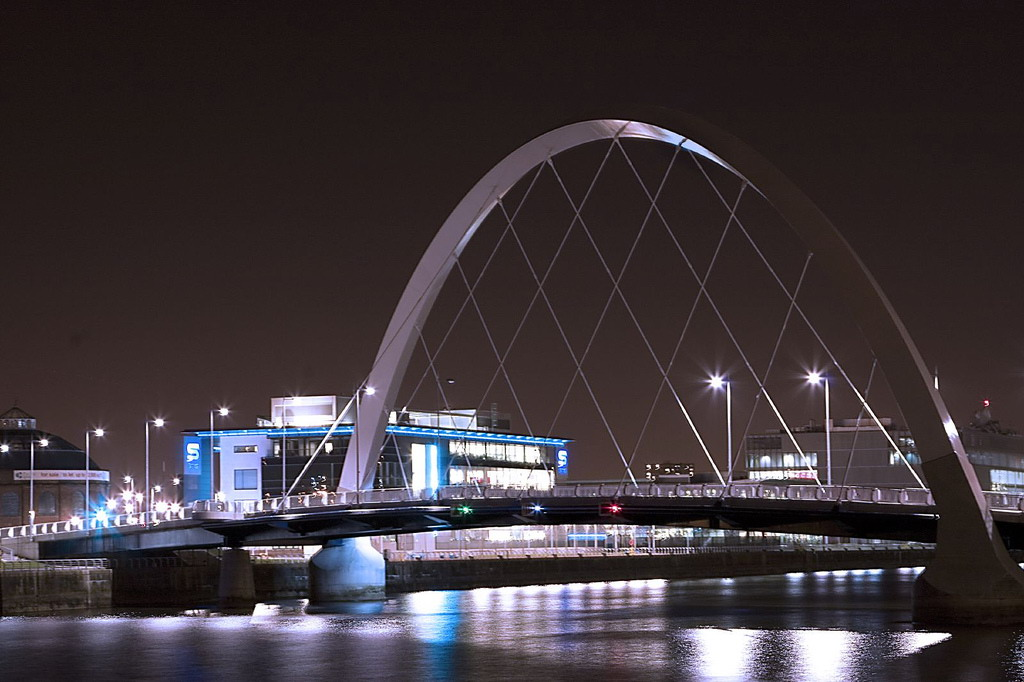
Clyde Arc
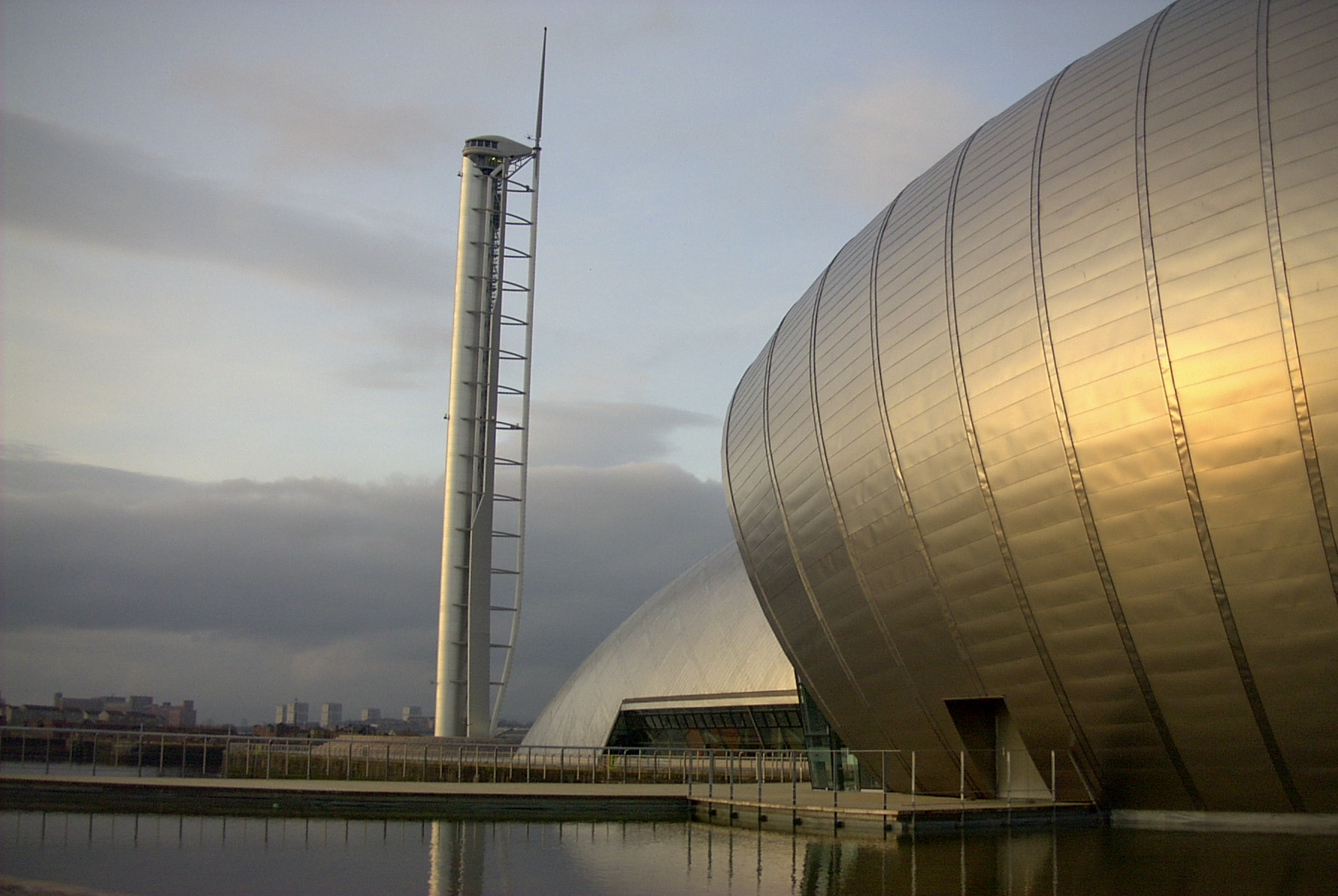
Glasgow Science Centre
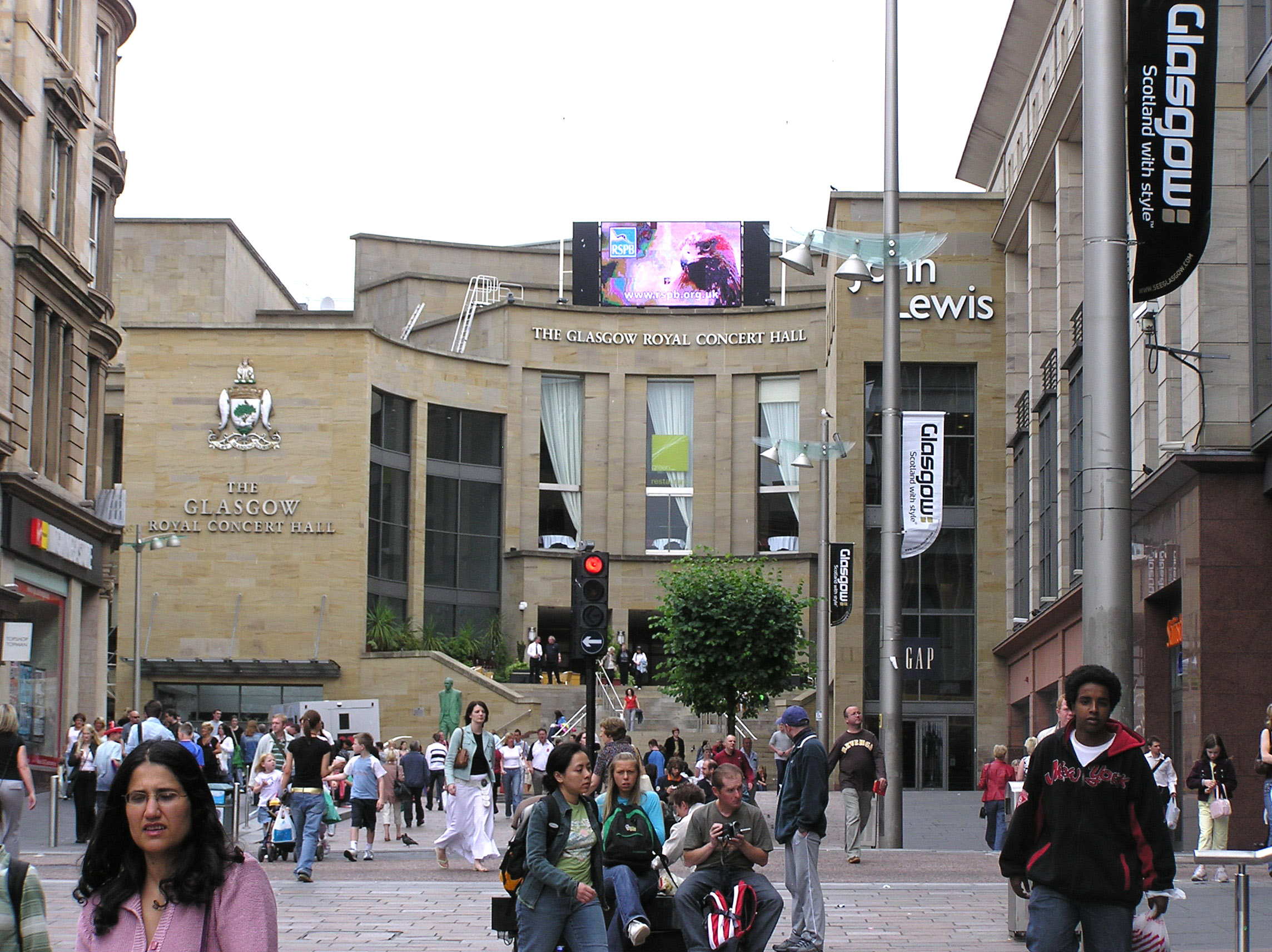
Glasgow Royal Concert Hall
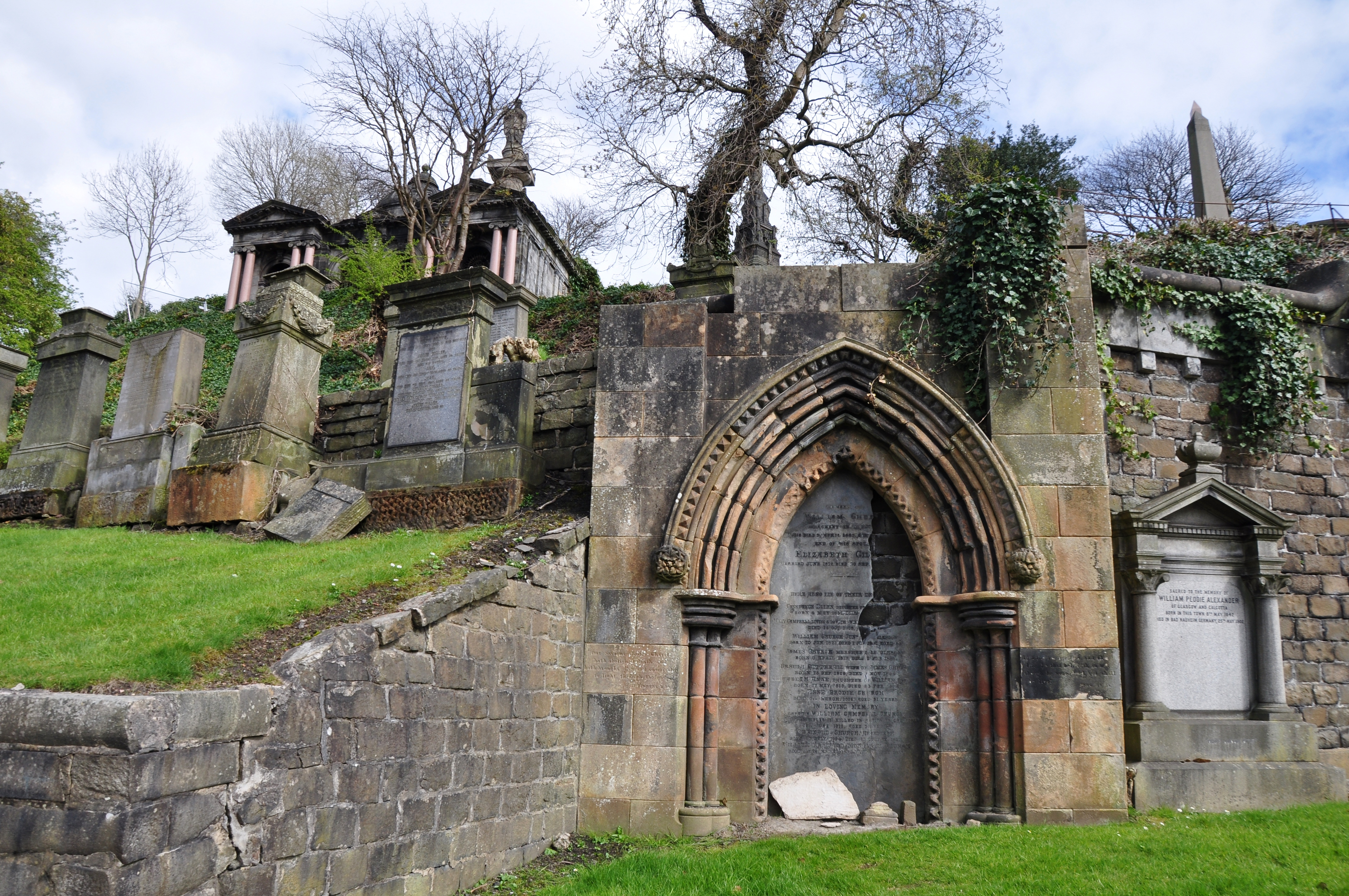
Glasgow Nekropol

### Musik

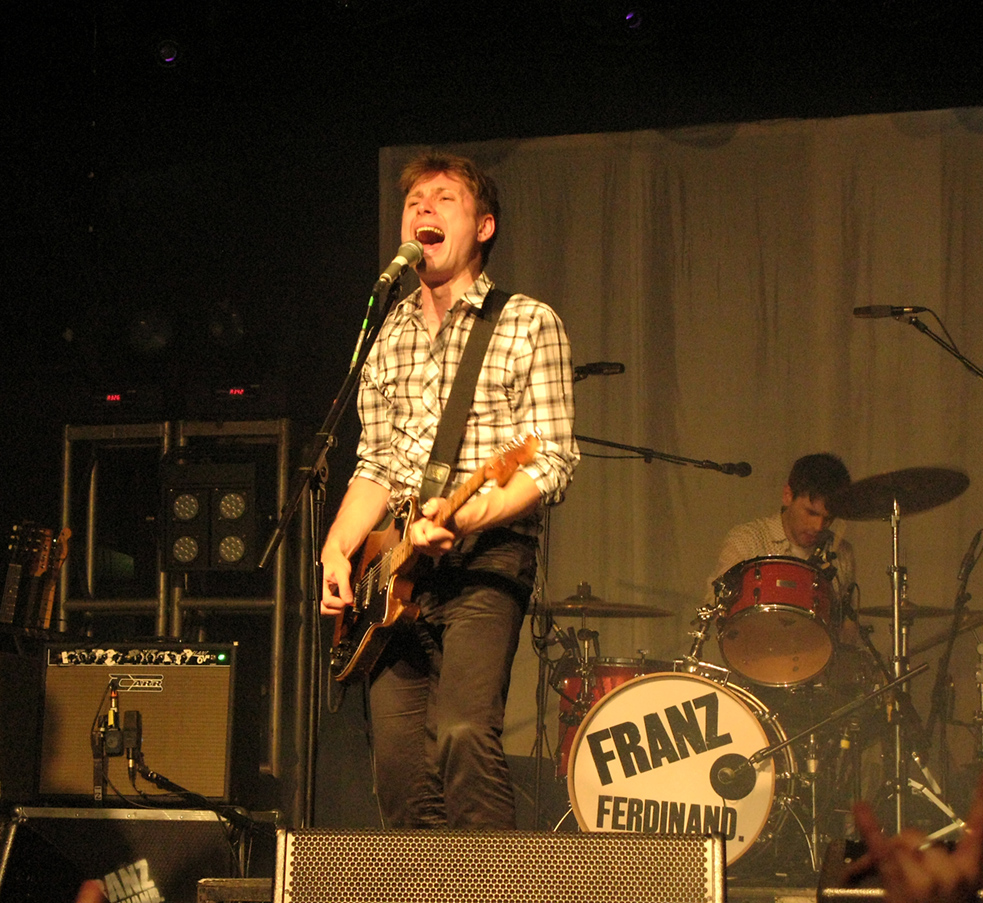
Alex Kapranos, sångare i Franz Ferdinand.

Staden har en stark kulturscen, framförallt inom musiken. Musikgrupper och artister som Simple Minds, Amy Macdonald, Orange Juice, Travis, Glasvegas, Belle and Sebastian, Primal Scream, Jesus and Mary Chain, Franz Ferdinand och The Fratellis kommer från Glasgow. 
Folkmusikfestivalen Celtic Connections arrangeras årligen i januari.

### Sport

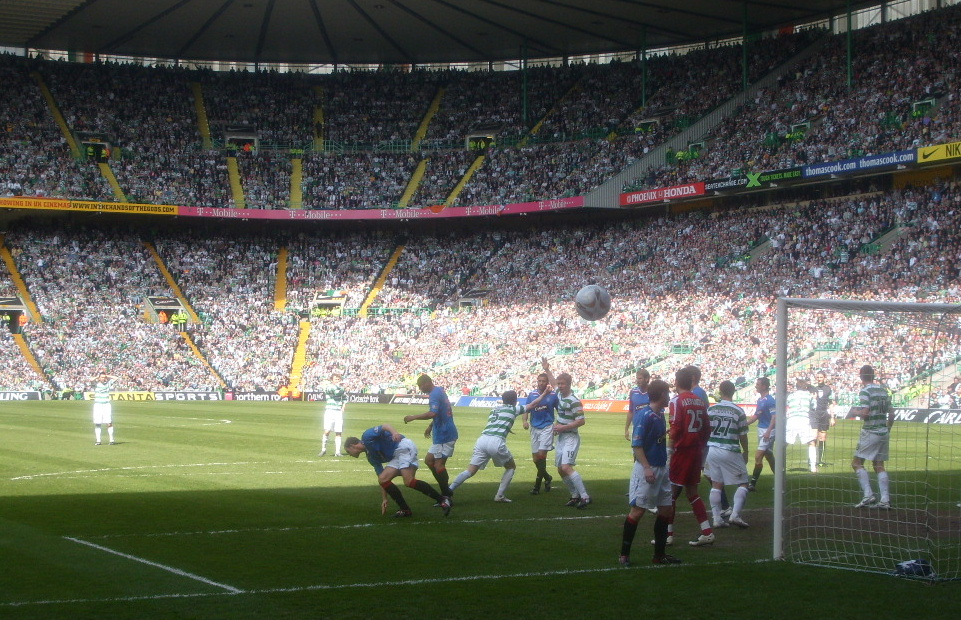
Derby mellan Celtic FC och Rangers FC 2008.

Bland fotbollslag från Glasgow märks främst Celtic FC och Rangers FC. Celtic och Rangers tillhör traditionellt de mest framgångsrika lagen i skotska ligan och derbymatcherna mellan de rivaliserande lagen kallas Old Firm. Andra lag från staden är Partick Thistle FC och Queen's Park FC.